# Beitragsübertrag
Versicherungsunternehmen haben für den Teil der gebuchten Bruttobeiträge, der Ertrag für eine bestimmte Zeit nach dem Abschlussstichtag darstellt, Beitragsüberträge in der Bilanz des Jahresabschlusses zu bilden (§ 341 e Abs. 2 Nr. 1 Handelsgesetzbuch).
Die Beitragsüberträge haben auf Grund der Bestimmungsmethodik den Charakter eines passiven Rechnungsabgrenzungspostens. Sie sind aber dennoch unter den versicherungstechnischen Rückstellungen auszuweisen. Denn sie erfüllen letztlich die Funktion einer Rückstellung. Unter Berücksichtigung der kurzen Laufzeiten der meisten Verträge, für die Beitragsüberträge gebildet werden, und der meist gleichmäßigen Risikotragung in dieser Zeit würde sich in den meisten Fällen bei Berechnung des Erfüllungsrückstandes kein wesentlich anderer Wert ergeben. Daher kann der Beitragsübertrag in diesen Fällen auch als Näherung für eine Deckungsrückstellung angesehen werden. 
In den meisten Versicherungssparten ist eine zeitliche Proportionalität zwischen Beiträgen und Risikoverlauf gegeben. Dann ist der Beitrag, nach Abzug der Beitragsteile, die auf Inkassokosten (Lebensversicherung) oder auf Provisionen (Schaden-/Unfallversicherung) entfallen, proportional auf das Geschäftsjahr und auf das Folgejahr aufzuteilen. Aufgrund steuerlicher Vorschriften sind die Kosten, die direkt vereinnahmt werden dürfen, auf 4 % in der Lebensversicherung und auf 85 % der tatsächlich angefallenen Provisionen in allen anderen Fällen begrenzt.
Beispiel: Ein Unfallversicherungsvertrag habe einen Jahresbeitrag von 636 Euro und es sind 100 Euro Provisionen (davon 85 % sind 85 Euro) gezahlt worden. Die Beitragsfälligkeit sei der 1. Oktober. Dann liegen neun Monate des Versicherungsjahres im folgenden Kalenderjahr und der Beitragsübertrag zum 31. Dezember berechnet sich zu
(636 € – 85 €) × 9 ÷ 12 = 413,25 €.
Ist eine solche Proportionalität des Risikos während der Versicherungsdauer nicht gegeben, muss gegebenenfalls der Beitragsübertrag modifiziert werden oder explizit der Erfüllungsrückstand mit versicherungsmathematischen Methoden bestimmt werden.
In den meisten Ländern, z. B. nach US-GAAP, werden Beitragsüberträge nur für Versicherungsverträge gebildet, für die keine Deckungsrückstellung gestellt wird, da die Beiträge bereits dort so berücksichtigt werden, wie sie tatsächlich gezahlt werden. In Deutschland wird die Deckungsrückstellung aber traditionell auf Basis der Jahresbeiträge berechnet, auch wenn die Beiträge in unterjährigen Raten gezahlt werden. Dann wird allerdings die Deckungsrückstellung auf den Bilanzstichtag interpoliert, so dass das Ergebnis letztlich dem einer monatlichen Beitragszahlung entspricht. Werden die Beiträge in größeren Abständen gezahlt, muss auch für Lebensversicherungsverträge ein Beitragsübertrag zur Korrektur gebildet werden.